# ФК Флора
МТЮ ЯК ФК „Флора Талин“ (на естонски: FC Flora) е естонски футболен отбор от столицата Талин.
Клубът е основан на 10 март 1990 г. От 1994 г. отборът играе в Мейстрилийгата – най-високото ниво на естонския клубен футбол. Домакинските си мачове играе на стадион А. Ле Кок Арена, който е с капацитет от 9692 места.
Отборът е известен с добрата си школа – много играчи отиват да играят в чужбина. За отбора са играли Сергей Ратников, най-добрият естонски футболист за последните 50 години, треньорът на вратарите на Арсенал Март Поом, голмайсторът и капитанът на националния отбор по футбол на Естония Андрес Опер и Райо Пийроя, защитникът на АЗ Алкмар Рагнар Клаван и други.

## Отличия
- Мейстрилийга
  -  Шампион (15): 1993 – 94, 1994 – 95, 1997 – 98, 1998, 2001, 2002, 2003, 2010, 2011, 2015, 2017, 2019, 2020, 2022, 2023
  -  Второ място (6): 1992/93, 1995/96, 1996/97, 2000, 2007, 2008
  -  Трето място (5): 1999, 2004, 2006, 2014,[1] 2018
- Купа на Естония
  -  Носител (8): 1994/95, 1997/98, 2007/08, 2008/09, 2010/11, 2012/13,[2] 2015/16, 2019/20
  -  Финалист (5): 2000/01, 2002/03, 2005/06, 2009/10, 2022/23
- Суперкупа на Естония
  -  Носител (11): 1998, 2002, 2003, 2004, 2009, 2011, 20121998, 2002, 2003, 2004, 2009, 2011, 2012,[3] 2014,[4] 2016, 2021, 2024
  -  Финалист (1): 2023